# Pedro Salvadores de Góis
Pedro Salvadores (m. 1243) foi um nobre do Reino de Portugal  e senhor de Góis  e miles de Farinha, que no seu tempo de vida pertencia ao julgado de Penacova, próximo da aldeia de Paradela, localidade da comarca de Coimbra. Foi nesta localidade que os filhos de Pedro Salvadores adquiriam o apelido de Farinha, passando-o diferente do de Góis aos seus descendentes. Foi vedor na corte do rei dom Afonso Henriques onde aparece confirmando documentos em 1169, e dapifer regis entre 1179 e 1185 .

## Relações familiares
Foi filho de Salvador Gonçalves de Góis e de Maria Mendes.  Casou com Maria Nunes filha de Nuno Esposado, de quem teve:
- Afonso Pires Farinha, senhor de Miranda,[4] (m. 1282), conselheiro régio entre 1250 e 1279 e membro da regência da rainha Beatriz depois da morte do rei Afonso III de Portugal[5], foi comendador da Ordem do Hospital,[6] em Rio Meão (1271) e Leça (1280-1282), e prior da ordem etre 1260 e 1276.[5] Por doação do rei Afonso III em 1266, foi senhor do castelo de Miranda do Corvo.[7]

- Vasco Pires Farinha,[2] [Nota 1] instituiu o morgado de Goís para os seus filhos bastardos, Gonçalo e Maria.[8]
- João Pires Farinha,  tenente de Mortágua aem 1266 e depois freire na Ordem do Hospital.[9]
- Sancha Pires casou com Martim Anes Sardinha,[9]
- Maria Pires de Góis, foi freira no Mosteiro de Arouca.[4] Não se conheçe com quem casou. Foi a mãe de Estevaínha Pires, esposa de Soeiro Martins de Figuereido e de Maria Pires, que foi freira no Mosteiro de Arouca,[10]
- Elvira Pires,[9][4]
- Sancha Pires casou com Martim Anes Sardinha [4]
- Teresa Pires de Góis, casou com Vasco Álvares Serrão de Moura [4] ou Vasco Martins de Moura[11]
- Urraca Pires de Góis, casada com Martim Pires.[11]
- Margarida Pires de Góiz, a esposa de Gonçalo Anes Fagundes.[11]
- Estêvão Pires de Gois, possivelmente o pai de João, Vasco, Lourenço, e Afonso Esteves de Góis.[12]
- Geraldo Pires Farinha[13]